# Himalcoelotes brignolii
Himalcoelotes brignolii är en spindelart som beskrevs av Wang 2002. Himalcoelotes brignolii ingår i släktet Himalcoelotes och familjen mörkerspindlar.
Artens utbredningsområde är Bhutan. Inga underarter finns listade i Catalogue of Life.